# Lubomia
Lubomia (niem. Lubom) – wieś w Polsce położona w województwie śląskim, w powiecie wodzisławskim, w gminie Lubomia.
W latach 1954–1972 wieś należała i była siedzibą władz gromady Lubomia. W latach 1975–1998 miejscowość administracyjnie należała do województwa katowickiego.
Miejscowość jest siedzibą gminy Lubomia.

## Historia
Odnalezione, najwcześniejsze ślady osadnictwa pochodzą z neolitu (epoki kamienia). W wiekach VIII do IX istnieje osada, gród obronny i ślady intensywnej gospodarki plemienia Gołęszyców. W latach 874–885 upadek grodu i wraz z nim osłabienie osadnictwa.
Pierwsza wzmianka o Lubomi jest datowana na rok 1303. Od roku 1572 Lubomia znajduje się w rękach rodu Reiswiców, w roku 1730 przechodzi w ręce Franciszka Leopolda księcia Lichnowskiego.

## Zabytki
- Dobrze zachowane w sąsiednim lesie, zwanym Grabówką, średniowieczne grodzisko użytkowane przez plemię Gołęszyców w okresie od VIII do IX wieku. Zabytki archeologiczne pochodzące z grodu w Lubomi znajdują się w muzeum w Wodzisławiu Śląskim
- ślady obwałowań i resztki fosy średniowiecznego zamku (XIV w.) na wzgórzu Kotówka – 280 m n.p.m. Zamek powstał prawdopodobnie w XIV-XV wieku jako ufortyfikowana siedziba książęca. Zgodnie z lokalną legendą pan na zamku słynął z okrucieństwa, która to cecha pasuje do księcia raciborskiego Jana II zwanego Żelaznym wiązanego właśnie z tym zamkiem. Zamek prawdopodobnie został zniszczony w wyniku najazdu husytów na księstwo raciborskie w odwecie za uwięzienie przez Jana II czterdziestu posłów królewskich[6].
- drewniana, na planie ośmioboku, kaplica pod wezwaniem św. Jana Nepomucena z około 1700 roku
- murowany, neogotycki kościół parafialny pod wezwaniem św. Marii Magdaleny z 1885 roku, z cennymi zabytkami zachowanymi z kościoła drewnianego stojącego wcześniej w jego miejscu: obraz św. Jana Nepomucena (XIX w.), barokowy krucyfiks, pacyfikał z XVIII wieku, dzwon gotycki z 1508 roku[7].

## Części wsi
| Nazwa     | Rodzaj    | SIMC    |
| --------- | --------- | ------- |
| Działki   | część wsi | 0216125 |
| Księżok   | część wsi | 0216131 |
| Paprotnik | część wsi | 0216148 |
| Tajchów   | część wsi | 0216154 |
| Trawniki  | część wsi | 0216160 |

## Znane osoby związane z Lubomią
- Brunon Strzałka – pisarz
- Franciszek Smuda – piłkarz i trener piłkarski, selekcjoner reprezentacji Polski
- Mariusz Pawełek – piłkarz, grający na pozycji bramkarza
- Alojzy Seget – założyciel Samopomocy Chłopskiej, Dowódca 4 pułku piechoty (raciborskiego) w III Powstaniu Śląskim.

## Atrakcje turystyczne
Zespół przyrodniczo-krajobrazowy Wielikąt – kompleks stawów hodowlanych, ostoja ptaków o randze międzynarodowej (IBA) i obszar Natura 2000.

## Sport
- Silesia Lubomia – klub piłkarski grający w lidze okręgowej.
- Dystans CLubomia – klub sportowy (bieganie, kolarstwo, nording walking)